# Lissonota vebena
Lissonota vebena är en stekelart som beskrevs av Ugalde och Ian D. Gauld 2002. Lissonota vebena ingår i släktet Lissonota och familjen brokparasitsteklar. Inga underarter finns listade i Catalogue of Life.